# 米来村
米来村（めきそん）は、岡山県真庭郡にあった村。現在の真庭市五反、台金屋、中原、三崎、目木に当たる。

## 歴史
- 1889年（明治22年）6月1日 - 町村制施行に伴い、大庭郡台金屋村、中原村、三崎村、目木村が合併して米来村となる。大字目木に役場を置く。
- 1900年（明治33年）4月1日 - 大庭郡が真島郡と合併し、真庭郡となる。米来村は真庭郡所属に変更される。
- 1905年（明治38年）9月1日 - 米来村は真庭郡樫野村と合併して美和村となる。同日米来村は廃止。

## 大字
- 台金屋（だいかなや） 〒719-3227
- 中原（なかばら） 〒719-3225
- 三崎（みさき） 〒719-3226
- 目木（めき） 〒719-3224

真庭市誕生後、台金屋・目木の各一部から五反（〒719-3228）が分離成立した。